# لایم (کنتیکت)
لایم (به انگلیسی: Lyme) یک منطقهٔ مسکونی در ایالات متحده آمریکا است که در شهرستان نیو لندن، کنتیکت واقع شده‌است.
 لایم ۸۹٫۴ کیلومتر مربع مساحت و ۲٬۴۰۶ نفر جمعیت دارد و ۸ متر بالاتر از سطح دریا واقع شده‌است.